# Brasiliansk violetøre
Brasiliansk violetøre (latin: Colibri serrirostris) er en kolibriart, der lever i det østlige Sydamerika.